# Xylomedes rufocoronata
Xylomedes rufocoronata är en skalbaggsart som först beskrevs av Leon Fairmaire 1892.  Xylomedes rufocoronata ingår i släktet Xylomedes och familjen kapuschongbaggar. Inga underarter finns listade i Catalogue of Life.